# Hypnoidus consobrinus
Hypnoidus consobrinus är en skalbaggsart som först beskrevs av Étienne Mulsant och Guillebeau 1855.  Hypnoidus consobrinus ingår i släktet Hypnoidus, och familjen knäppare. Arten är reproducerande i Sverige.